# 拉夫·阿希
拉夫·阿希 （希伯來語： רב אשי，352 – 427）是伊拉克猶太人，也是犹太教的拉比。他曾參與編輯塔木德。他也曾在猶太教學校上課。拉夫·阿希拥有众多地产和森林。他的墳墓據說位于黎巴嫩与以色列接壤的地方。